# Stock Bay
Die Stock Bay ist eine rund 1,75 km breite Bucht im Südwesten der Wiencke-Insel im Palmer-Archipel vor der Westküste der Antarktischen Halbinsel. Sie liegt am nördlichen Ende des Peltier-Kanals nordöstlich des Curie Point der ihr vorgelagerten Doumer-Insel.
Das UK Antarctic Place-Names Committee benannte sie im August 2021 nach Gordon Stock (* 1926), einem Veteranen der Operation Tabarin und nachfolgend Mitarbeiter des Falkland Islands Dependencies Survey.